# Cometes turnbowi
Cometes turnbowi là một loài bọ cánh cứng trong họ Cerambycidae.